# زامبوانگا
زامبوانگا (به لاتین: Zamboanga City) یک شهر بزرگ در فیلیپین است که در زامبوانگا واقع شده‌است.

## خصوصیات
زامبوانگا ۱۶٫۰ متر بالاتر از سطح دریا واقع شده‌است.

## خواهرخوانده
شهر ساراگوسا خواهرخواندهٔ زامبوانگا هست.